# Daniel Delfino
Daniel Delfino (Temperley, Argentina, 1 de junio de 1970) es un exfutbolista argentino. Jugó de delantero y su último equipo fue el Deportivo Italia de la Primera División de Venezuela.

## Trayectoria
En Bolivia, Delfino jugó en Unión Central, de Tarija, en 1999, en el cual convirtió diez goles, que le valieron ser tomado en cuenta por uno de los clubes grandes como The Strongest, cuya camiseta vistió desde principios del 2000 hasta mayo del 2001, cuando abandonó el club por ser uno de los representantes del equipo que reclamó el pago de sueldos retrasados al directorio de la entidad, presidida en ese momento por Douglas Ascarrunz.
El año 2000 convirtió en The Strongest 28 goles y se convirtió en el goleador de la temporada, mientras que en 2001 anotó cuatro y totalizó 32 en la Liga del Fútbol Profesional Boliviano. También jugó con el Tigre la Copa Libertadores de América, competencia en la que convirtió cuatro goles, uno en 2000 a Palmeiras, de Brasil, en la recordada victoria por 4-2 en La Paz; y tres en 2001, a El Nacional, de Ecuador, el primero en la derrota en Quito por 2-1 y los otros dos en la victoria por 2-1 en La Paz.
El atacante se retiró como campeón en Venezuela, al conseguir ese halago con el Deportivo Italia, quien comentó a la prensa llanera que "fue un placer vestir la camiseta del Italia, pero es tiempo de dedicarme a otras cosas, la familia por ejemplo, me parece que es tiempo de dar un paso al costado y este es el momento, son 20 años de carrera, la cual se pueden resumir en alegrías".
Debutó en 1988, en Argentina formó parte de los clubes Banfield, Quilmes, San Martín de San Miguel, Atlanta, Deportivo Italiano y Rosario Central, tanto en Primera, Segunda y Tercera División. En Bolivia jugó Unión Central y The Strongest; en Ecuador integró el Deportivo Cuenca; y en Venezuela alternó en Deportivo Táchira, Carabobo FC y el Deportivo Italia; en el caso de los clubes de estos tres países todos en Primera División.

## Clubes
| Club                        | País      | Año         | Juegos | Goles |
| --------------------------- | --------- | ----------- | ------ | ----- |
| Banfield                    | Argentina | 1988-1990   |        | 0     |
| Quilmes                     | Argentina | 1991        |        | 0     |
| Banfield                    | Argentina | 1991-1993   |        |       |
| Rosario Central             | Argentina | 1994-1995   |        |       |
| San Martín de Tucumán       | Argentina | 1995-1996   |        |       |
| Gimnasia y Esgrima de Jujuy | Argentina | 1997-1998   |        |       |
| Unión Central               | Bolivia   | 1999        |        | 10    |
| The Strongest               | Bolivia   | 2000 -2001  |        | 32    |
| Deportivo Táchira           | Venezuela | 2001-2002   |        |       |
| Cuenca                      | Ecuador   | 2002        |        | 0     |
| Deportivo Táchira           | Venezuela | 2002 - 2003 |        |       |
| Carabobo FC                 | Venezuela | 2003 - 2004 |        | 14    |
| Carabobo FC                 | Venezuela | 2004 - 2005 |        | 19    |
| Carabobo FC                 | Venezuela | 2005 - 2006 |        | 4     |
| Carabobo FC                 | Venezuela | 2006 - 2007 |        | 10    |
| Carabobo FC                 | Venezuela | 2007        |        | 7     |
| Deportivo Italia            | Venezuela | 2007 - 2008 |        |       |

### Competiciones
| Competición                   | PJ  | Goles |
| ----------------------------- | --- | ----- |
| Liga Venezolana               |     | 70    |
| Primera División de Argentina | 346 | 79    |
| Primera División de Bolivia   |     | 42    |
| Copa Venezuela                |     |       |
| Copa Libertadores             | 15  | 6     |
| Copa Pre Libertadores         |     |       |
| Copa Sudamericana             | 2   | 2     |
| Total de Carrera              |     | 127   |

## Palmarés

### Títulos nacionales
| Título             | Club             | País      | Año     |
| ------------------ | ---------------- | --------- | ------- |
| Primera B Nacional | Banfield         | Argentina | 1992-93 |
| Torneo Apertura    | Deportivo Italia | Venezuela | 2008-09 |

### Distinciones individuales
| Distinción                                    | Año           |
| --------------------------------------------- | ------------- |
| Máximo Goleador Primera División de Bolivia   | 2000          |
| Máximo Goleador Primera División de Venezuela | 2004-05       |
| Máximo goleador histórico de Carabobo F. C.   | 2007-presente |